# Jonespeltis splendidus
Jonespeltis splendidus är en mångfotingart som beskrevs av Karl Wilhelm Verhoeff 1936. Jonespeltis splendidus ingår i släktet Jonespeltis och familjen orangeridubbelfotingar. Inga underarter finns listade i Catalogue of Life.